# Бегова кућа (Лозница)
Бегова кућа је под заштитом Завода за заштиту споменика културе Ваљево. С обзиром да представља значајну историјску грађевину, проглашена је непокретним културним добром Републике Србије.

## Историја
Бегова кућа у Лозници, која данас више не постоји, типолошки је припадала „балканској архитектури” прве половине 19. века. Представљала је етажни објекат са приземним делом зиданим од ломљеног камена и спратом коме су зидови изведени од дрвеног бондрука са испуном од ћерпича, облепљени блатни малтером и окречени. Кров умереног нагиба првобитно са ћерамидом као покривачем касније је замењен бибер црепом. Еркер спратног дела се протезао фронталним делом објекта и дуж једне бочне стране. Аутентични прозори са дрвеним решеткама, „мушарабијама” су били елеменат који су специфичним чинили народно градитељство 19. века.